# Brotherton
Pour les articles homonymes, voir Brotherton (homonymie).
Brotherton est un village et une paroisse civile du Yorkshire du Nord, en Angleterre. Il se situe dans le sud du comté, à une vingtaine de kilomètres au sud-est du centre-ville de Leeds. La rivière Aire, qui délimite le Yorkshire du Nord du Yorkshire de l'Ouest, coule juste à l'ouest du village.

## Toponymie
Brotherton est attesté sous la forme Brothertun vers 1030. Ce toponyme fait référence à une ferme (tūn en vieil anglais) appartenant à un frère (broþor) ou à un homme portant le nom norrois Bróthir.

## Démographie
Au recensement de 2011, la paroisse civile de Brotherton comptait 728 habitants.
| 1801  | 1811  | 1821  | 1831  | 1841  | 1851  | 1881  |
| ----- | ----- | ----- | ----- | ----- | ----- | ----- |
| 1 115 | 1 457 | 1 626 | 1 623 | 1 744 | 1 551 | 1 159 |

| 1891  | 1901  | 1911  | 1921  | 1931  | 1951  | 1961 |
| ----- | ----- | ----- | ----- | ----- | ----- | ---- |
| 1 308 | 1 313 | 1 297 | 1 428 | 1 511 | 1 284 | 741  |

| 1971 | 1981 | 1991 | 2001 | 2011 | - | - |
| ---- | ---- | ---- | ---- | ---- | - | - |
| ?    | ?    | ?    | ?    | 728  | - | - |

## Culture locale et patrimoine

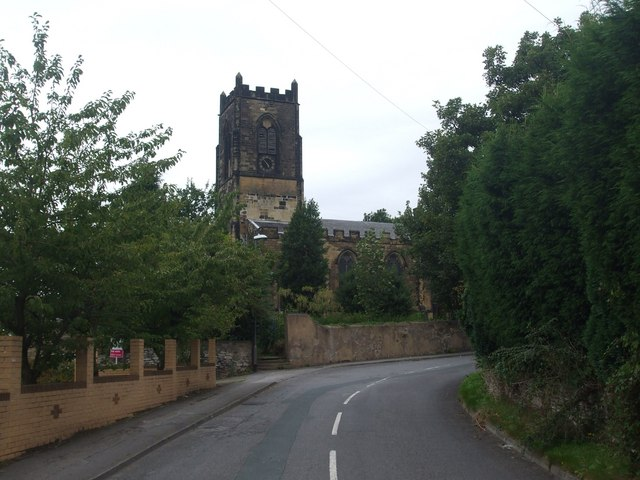
L'église Saint-Édouard de Brotherton.

L'église paroissiale de Brotherton est dédiée à saint Édouard. Construite dans le style néogothique en 1842, elle constitue un monument classé de grade II depuis 1967.